# 胡安·卡洛斯·貝萊隆
胡安·卡洛斯·贝莱隆·桑塔納（Juan Carlos Valerón Santana，1975年6月17日—）是一名西班牙足球运动员，担任中场。

## 俱乐部生涯
贝莱隆出生于西班牙离岛大加那利岛，随后他在自己的家乡球会拉斯帕尔马斯开始了自己的职业生涯。1997年，贝莱隆转会皇家马略卡，在1997年8月31日马略卡2：1击败的比赛里替补出场10分钟，完成了他的西甲处子秀。随后的一个赛季，贝莱隆36场西甲联赛射入3球，表现得到认可。1998赛季，贝莱隆转会，两个赛季共出场65次打进7球。
随着球队降级，贝莱隆于2000年夏天加盟拉科鲁尼亚。在同巴西天才贾米尼亚的竞争中，贝莱隆后来者居上，成为拉科鲁尼亚的主力。不仅如此，贝莱隆还同球队签订了一份超长的合约，足以让他一直留在拉科鲁尼亚直到退役。
2006年起，贝莱隆不断遭遇伤病袭击。在同马略卡的比赛里，贝莱隆膝盖受伤，告别赛场长达一年。更糟糕的是在康复之后没有多久，贝莱隆的同一条腿相同位置再次受伤。
2008年1月27日，坚强的贝莱隆在终于回到了球队的替补席上，拉科鲁尼亚3：1击败来访的，而贝莱隆也在离比赛结束还有15分钟时换下队友，受到里亚索球场所有球迷的掌声鼓励。现在的贝莱隆就是拉科鲁尼亚队内的精神领袖，2008-2009赛季，他数次作为先发球员，带领队友们出战欧洲赛事。

## 国家队生涯
在1998年首次代表西班牙国家队出战以来，贝莱隆先后参加了2000年欧洲杯，2002年世界杯和2004年欧洲杯，并且在多场关键比赛里打进关键球。

## 家庭生活
贝莱隆的哥哥米格尔·安赫尔同样曾经是一名职业球员，也同样司职中场，最终因为伤病而退役。

## 外部連結
- Deportivo profile （页面存档备份，存于） （西班牙文）
- 西甲 贝莱隆数据 （页面存档备份，存于） （西班牙文）
- 西班牙国家队 贝莱隆數據 （西班牙文）
- FootballDatabase 贝莱隆數據 （页面存档备份，存于）